# Paul Tripp
Paul Tripp (Manhattan, 20 febbraio 1911 – Manhattan, 29 agosto 2002) è stato un compositore, paroliere, scrittore e attore statunitense.
Nel 1945 con George Kleinsinger compose il pezzo Tubby the Tuba, che divenne uno dei più noti brani per bambini di sempre. Scrisse anche alcuni libri, come Rabbi Santa Claus e Diary of a Leaf.
Tripp collaborò anche nella creazione di alcuni spettacoli di Broadway, quali Cyrano de Bergerac (1936), An Enemy of the People (1937), Jeremiah (1939), Army Play-by Play (1943), Temper the Wind (1946), Seeds in the Wind (1948) e The 49th Cousin (1960).